# Éditions du Noroît
Éditions du Noroît és una editorial francòfona de poesia i d'assaig situada a Montreal, al Quebec. Fundada el 1971 pel matrimoni Célyne Fortin i René Bonenfant. Els seus llibres són distribuïts al Canadà i a França. L'editorial és codirigida per Paul Bélanger i Patrick Lafontaine.

## Autors destacats
- Geneviève Amyot
- Martine Audet
- Michel Beaulieu
- Antoine Boisclair
- Geneviève Boudreau
- Geneviève Boutin
- Jacques Brault
- Sarah Brunet Dragon
- Francis Catalano
- France Cayouette
- Virginie Chaloux-Gendron
- Paul Chamberland
- Jean Chapdelaine Gagnon
- Guy Cloutier
- Joseph Cornell
- Hugues Corriveau
- Michel Côté
- Normand de Bellefeuille
- Michael Delisle
- Francine Déry
- Denise Desautels
- Louise Desjardins
- Hélène Dorion
- Isabelle Dumais
- Louise Dupré
- Danielle Fournier
- Andréane Frenette-Vallières
- Jacques Gauthier
- Jonathan Lamy
- Rina Lasnier
- Mona Latif-Ghattas
- Gabrielle Giasson-Dulude
- Michel Julien
- Alexandre L'archevêque
- Bertrand Laverdure
- Kateri Lemmens
- Paul Chanel Malenfant
- Robert Melançon
- France Mongeau
- Pierre Nepveu
- Jacques Ouellet
- Fernand Ouellette
- Claude Paradis
- Anthony Phelps
- Joël Pourbaix
- Diane Régimbald
- Jean Royer
- Hector Ruiz
- Paul Savoie
- Mathieu Simoneau
- Clarisse Tremblay
- Larry Tremblay
- Élise Turcotte
- Marie Uguay
- Louise Warren
- Pierre Yergeau